# Rasa Polikevičiūtė

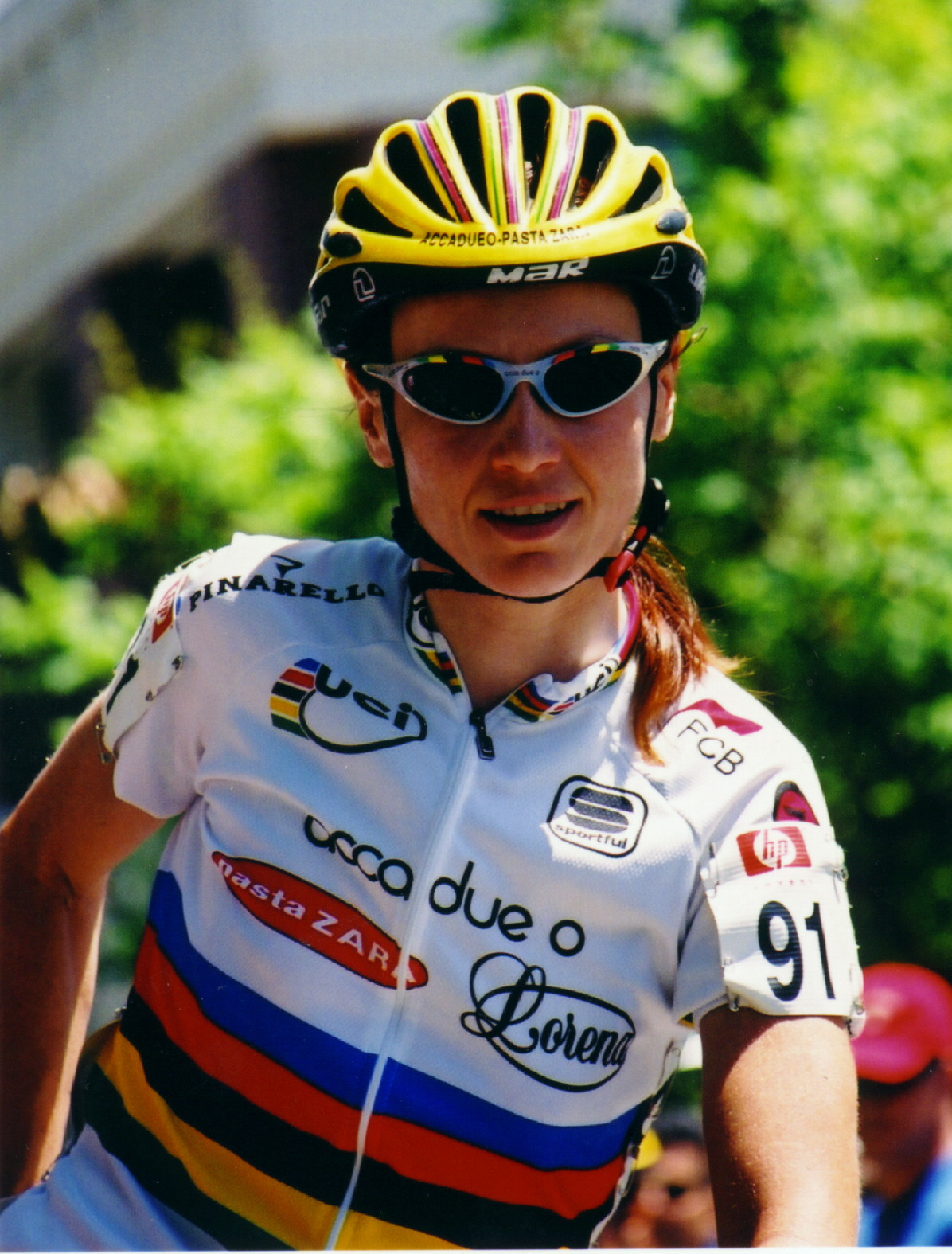
Rasa Polikevičiūtė 2002

Rasa Polikevičiūtė (* 25. September 1970 in Panevėžys, Litauische SSR, Sowjetunion) ist eine ehemalige litauische Radrennfahrerin und Straßen-Weltmeisterin.

## Erfolge
Rasa Polikevičiūtė begann im Alter von 13 Jahren mit dem Radsport und debütierte 1990 als Profi-Radfahrerin. 1994 wurde sie Vize-Weltmeisterin im Mannschaftszeitfahren in Agrigent. Im selben Jahr sowie 1996 belegte sie jeweils den zweiten Platz in der Gesamtwertung der „Grande Boucle Féminine“.
2001 wurde Rasa Polikevičiūtė Weltmeisterin im Straßenrennen, nachdem sie schon 1996 den zweiten Platz und 2000 den dritten Platz belegt hatte.
Dreimal – 1996, 2000 und 2004 – nahm Rasa Polikevičiūtė auch an Olympischen Spielen teil, konnte jedoch keine vorderen Plätze belegen.
Rasa Polikevičiūtė ist die Zwillingsschwester der Radrennfahrerin Jolanta Polikevičiūtė. Ende 2008 traten die Schwestern vom aktiven Radsport zurück.